# Diez mil maneras
Diez Mil Maneras é o segundo single do cantor e compositor espanhol lançado no dia 23 de janeiro de 2014 para seu quinto álbum de estúdio Tú y Yo. A canção é o segundo single do álbum, depois da canção "Para Enamorarte de Mí", que teve lançamento em 09 de setembro de 2013 para download digital. O videoclipe da canção foi lançado no dia 28 de fevereiro de 2014.

## Videoclipe
O vídeo foi dirigido pelo diretor Kike Maíllo, e contou com a participação da atriz María Valverde como protagonista. O vídeo começa com o cantor em uma reunião de trabalho, e acaba se envolvendo com a insinuação com à atriz María Valverde, que o leva a lugares inesperados em sua cabeça.

## Detalhes
| "Diez Mil Maneras" (de Tú y Yo) |                    |                                                              |         |  |
| N.º                             | Título             | Compositor(es)                                               | Duração |  |
| 1.                              | "Diez Mil Maneras" | Justin Grey/Johan Wetterberg/Christopher Nissen/Ximena Muñoz | 3:33    |  |

## Paradas Musicais
Desde seu lançamento, a canção se manteve em primeiro lugar na Espanha por cinco semanas consecutivas.
| Tabela musical (2014) | Melhor posição |
| --------------------- | -------------- |
| Espanha               | 1              |